# Diocesi di Foba
La diocesi di Foba (in latino: Dioecesis Phobena) è una sede soppressa del patriarcato di Costantinopoli e una sede titolare della Chiesa cattolica.

## Storia
Foba, nella piana di Çalova nell'odierna Turchia, è un'antica sede episcopale della provincia romana della Frigia Pacaziana nella diocesi civile di Asia. Faceva parte del patriarcato di Costantinopoli ed era suffraganea dell'arcidiocesi di Gerapoli.
La diocesi è documentata nelle Notitiae Episcopatuum del patriarcato di Costantinopoli dal X al XII secolo. Di questa antica diocesi è noto un solo vescovo, Eustrazio, che prese parte al concilio di Costantinopoli dell'879-880 che riabilitò il patriarca Fozio.
Dal 1925 Foba è annoverata tra le sedi vescovili titolari della Chiesa cattolica; la sede è vacante dal 19 novembre 1987. Sono stati due i vescovi titolari di questa sede: Bernard Cornelius O'Riley, vicario apostolico del Distretto Occidentale del Capo di Buona Speranza (oggi arcidiocesi di Città del Capo); e il salesiano José Félix Pintado Blasco, vescovo coadiutore e poi vicario apostolico di Méndez.

## Cronotassi

### Vescovi greci
- Eustrazio † (menzionato nell'879)

### Vescovi titolari
- Bernard Cornelius O'Riley † (15 luglio 1925 - 21 luglio 1956 deceduto)
- José Félix Pintado Blasco, S.D.B. † (13 novembre 1958 - 19 novembre 1987 deceduto)